# Osse (folyó)
Az Osse folyó Franciaország területén, a Gélise jobb oldali mellékfolyója.

## Földrajzi adatok
A folyó Hautes-Pyrénées megyében a Lannemezan-fennsíkon ered 385 méteren, és Nérac-nál Lot-et-Garonne megyében ömlik a Gélise-be. Hossza 120 km.
Mellékfolyói a Lizet és a Guiroue.

## Megyék és városok a folyó mentén
- Hautes-Pyrénées
- Gers: Montesquiou, Saint-Arailles, Vic-Fezensac, Mouchan
- Lot-et-Garonne